# Maurizio Feller
Maurizio Feller (29 giugno 1974) è un ex sciatore alpino italiano.

## Biografia
Feller, originario di Domodossola, si arruolò nelle Fiamme Gialle, i gruppi sportivi della Guardia di Finanza. Debuttò in campo internazionale ai Mondiali juniores di Montecampione/Colere 1993, dove vinse la medaglia d'argento nel supergigante; il 29 dicembre dello stesso anno ottenne il primo piazzamento in Coppa del Mondo, a Bormio in discesa libera (55º). Sempre in discesa libera conquistò tutti suoi 6 podi in Coppa Europa (il primo il 16 gennaio 1995 a La Thuile, 2º, l'ultimo il 17 gennaio 2001 ad Altenmarkt-Zauchensee, sua unica vittoria nel circuito) e ottenne il miglior piazzamento in Coppa del Mondo, il 19 gennaio 1996 a Veysonnaz (11º). Prese per l'ultima volta il via in Coppa del Mondo il 12 gennaio 2002 a Wengen in discesa libera (48º) e si ritirò al termine di quella stessa stagione 2001-2002; la sua ultima gara fu un supergigante FIS disputato il 21 marzo a Piancavallo. Non prese parte a rassegne olimpiche o iridate.

## Palmarès

### Mondiali juniores
- 1 medaglia:
  - 1 argento (supergigante a Montecampione/Colere 1993)

### Coppa del Mondo
- Miglior piazzamento in classifica generale: 108º nel 1996

### Coppa Europa
- 7 podi (dati dalla stagione 1994-1995):
  - 2 vittorie
  - 2 secondi posti
  - 3 terzi posti

#### Coppa Europa - vittorie
| Data            | Località              | Paese   | Specialità |
| --------------- | --------------------- | ------- | ---------- |
| 17 gennaio 2001 | Altenmarkt-Zauchensee | Austria | DH         |

Legenda:

DH = discesa libera

### Campionati italiani
- 3 medaglie[1]:
  - 1 oro (supergigante nel 1999)
  - 1 argento (supergigante nel 1994)
  - 1 bronzo (supergigante nel 1998)